# Andrew Corporation

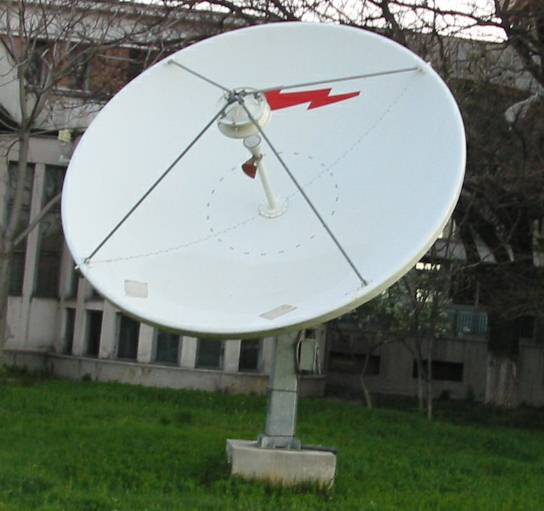
Satelliten-Antenne C-Band von Andrew

Die Andrew Corporation ist ein US-amerikanischer Konzern der Telekommunikations-Ausrüsterbranche mit Hauptsitz in Westchester, Illinois, USA. Gegründet wurde Andrew im Jahre 1937 von Victor J. „Doc“ Andrew. Der Konzern hatte im Jahre 2006 11.000 Mitarbeiter. Das Fiskaljahr endet mit dem Kalenderjahr. Andrew ist eigenen Angaben zufolge Weltmarktführer in seinem Segment.

## Firmenentwicklung
Gegründet wurde die Firma Andrew als Hersteller von Hochfrequenzkabeln und Antennen. Der Ausbau neuer Geschäftsbereiche, insbesondere in Sparten aktiver Hochfrequenz-Geräte (Verstärker, Basisstations-Subsysteme etc.) begann später. Im Zuge weitläufiger Akquisitionen, Umstrukturierungen und Veräußerungen diverser Firmenteilbereiche ca. ab dem Jahr 2000 erreichte man eine deutliche Verbreiterung des Produkt- und Dienstleistungsportfolios. Reine Produktionsstandorte wurden teilweise abgestoßen bzw. ausgelagert oder die konsequente Verlagerung in Billiglohnländer wie China oder Mexiko vorangetrieben. Der Konzern verfolgt eine aggressive Akquisitions- und Restrukturierungspolitik. Es werden kontinuierlich externe Firmen erworben (teils als strategische Portfolio-Ergänzung, teils zur Ausdünnung des Wettbewerbes) sowie Firmenteile abgestoßen (Outsourcing, Verkauf unprofitabler und ineffizienter Niederlassungen oder Geschäftsbereiche, Konzentration auf Kerngeschäftsfelder etc.).
Im Juli 2006 scheiterte eine geplante Übernahme von Andrew durch ADC Telecommunication im Zuge eines Aktientausches durch eine negative Kursentwicklung. Im Juni 2007 wurde eine geplante Übernahme von Andrew durch Commscope Inc. durch Aktienübernahme bekanntgegeben, die nach Ablauf börsenrechtlicher Fristen auch umgesetzt wurde. Im Commscope-Verbund bleibt der Name Andrew weiterhin bestehen.

## Produktportfolio
Andrew bietet Produkte und Lösungen im Bereich der Telekommunikation mit Fokus auf drahtlose Netzwerke an. Zielgruppe sind Mobilfunk-Netzbetreiber, BOS, Militär sowie Mikrowellen- und Satellitenkommunikationsunternehmen. Das Portfolio umfasst unter anderem:
- aktive Funkverteilsysteme für Mobilfunknetze, u. a. für die Standards GSM, UMTS, 3G, CDMA2000, TETRA, WLAN, WiMax, WLAN, LTE etc.
- Femtozellen und Mikrozellen für UMTS
- koaxiale Strahlkabel
- Koaxialkabel
- Repeater
- Funkverstärker, Amplifier, Tower-Mounted-Amplifier und Booster
- Antennen (Satellitenantennen, Basisstationsantennen, Kurzwellenantennen)
- Funknetzplanungssoftware
- Funkstellen-Loaklisierungssysteme (Geolocation)
- Filter und Duplexer
- Lufttrockner für Kabelsysteme
- Antennenmasten und Betriebsräume

## Niederlassungen
Andrew hat Niederlassungen, Entwicklungszentren und Produktionsstätten weltweit, unter anderem in den USA, Deutschland, Frankreich, Tschechien, Mexiko und China.

## Mitgliedschaften
Andrew ist aktives Mitglied in folgenden Organisationen:
- ETSI
- 3GPP